# Новозеландські живородні гекони
Новозела́ндські живоро́дні геко́ни (Hoplodactylus) — рід геконів підродини Диплодактилінів. Має 10 видів.

## Опис
Загальна довжина представників цього роду коливається від 14 до 23 см. Колір шкіри коричневий, сірий, оливковий, зелений з світлими смугами або плямами. Деякі види здатні до мімікрії, змінювати колір у залежності від середовища. Черево зазвичай світліше за спину. У низки видів є своєрідний «оселедець» з візерунком зеленого, коричневого, чорного або білого кольору. Пальці представників цього роду досить широкі та розширені в основі. Хвіст не чіпкий. Рот має жовтий або рожевий колір.

## Спосіб життя
Полюбляють лісові місцевості. Живуть як на деревах, так і на землі. Ведуть здебільшого нічний спосіб життя. Харчуються комахами, безхребетними, фруктами, особливо полюбляють банани. Це живородні гекони. Народжується 2 та більше гекончат. Тривалість життя сягає 36 років.

## Розповсюдження
Новозеландські живородні гекони є ендеміками Нової Зеландії.

## Види
- Hoplodactylus chrysosireticus
- Hoplodactylus delcourti
- Hoplodactylus duvaucelii
- Hoplodactylus granulatus
- Hoplodactylus kahutarae
- Hoplodactylus maculatus
- Hoplodactylus nebulosus
- Hoplodactylus pacificus
- Hoplodactylus rakiurae
- Hoplodactylus stephensi